# Oblężenie Adrianopola
Oblężenie Adrianopola (bułg. Битка при Одрин) – bitwa w czasie I wojny bałkańskiej, stoczona pomiędzy 29 października 1912 roku a 26 marca 1913 roku, pomiędzy osmańską załogą broniącą Adrianopola a atakującymi jednostkami bułgarskimi i serbskimi.

## Przygotowania do bitwy
Twierdza adrianopolska, ufortyfikowana z pomocą niemieckich inżynierów uchodziła za niezwykle trudną do zdobycia. Składała się z trzech linii obrony. Pierwszą linię obrony, znajdującą się w odległości 9–11 km od centrum miasta tworzył kompleks betonowych bunkrów (część z nich powstała w czasie wojny rosyjsko-tureckiej 1828–1829), połączonych transzejami o głębokości 4 metrów i wspartych artylerią polową. Główna linia obrony rozciągała się w odległości 500–3000 m od centrum miasta i składała się z kilku fortów ziemnych i 4 fortów żelbetowych, rozmieszczonych w odległości około kilometra od siebie. Między fortami rozciągały się linie okopów i ufortyfikowane stanowiska dla artylerii. Trzecia linia obrony znajdowała się w centrum miasta. Obroną dowodził generał artylerii Ferik Mehmet Şükrü Pasza (absolwent akademii wojskowej w Poczdamie), mając do dyspozycji sześć pułków piechoty liniowej, pięć pułków artylerii, dwa bataliony inżynieryjne, pięć szwadronów kawalerii i szereg mniejszych jednostek – łącznie ok. 70 000 żołnierzy, wyposażonych w 500 dział różnego kalibru.
Zadanie zdobycia Adrianopola otrzymała część 2 armii bułgarskiej (dow. gen. Nikoła Iwanow), w składzie 8 tundżańskiej dywizji piechoty i 9 pleweńskiej dywizji piechoty i części 3 bałkańskiej dywizji piechoty. Wobec braku artylerii oblężniczej w armii bułgarskiej, pomoc nadeszła ze strony Serbii, która skierowała pod Adrianopol w początkach listopada 1912 roku dwie dywizje piechoty (timocką i dunajską), pod dowództwem gen. Stepy Stepanovicia. W lutym 1913 roku pod Adrianopol dotarły 24 nowoczesne serbskie haubice 120–150 mm. W czasie oblężenia strona bułgarska wykorzystała po raz pierwszy aeroplany, z których zrzucano granaty na pozycje tureckie.

## Przebieg bitwy

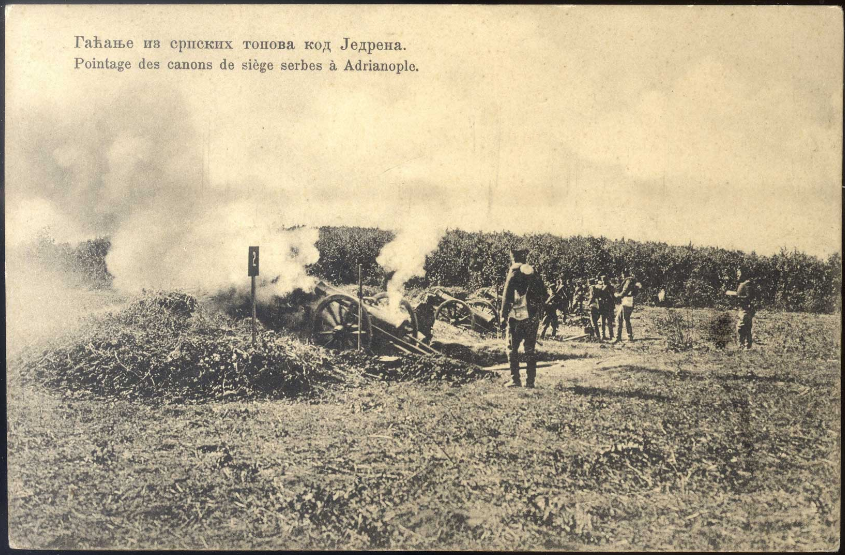
Serbska artyleria pod Adrianopolem

18 października 1912 pierwsze oddziały bułgarskie przekroczyły granicę z Turcją. Wojska bułgarskie dotarły do Adrianopola już w pierwszych dniach wojny. 25 października szwadron kawalerii bułgarskiej zablokował drogę łączącą Adrianopol ze Stambułem. 29 października oddziały 2 armii bułgarskiej rozpoczęły okrążanie twierdzy. W tym samym dniu doszło do kontrataku tureckiego, który został krwawo odparty. Po pierwszych nieudanych atakach dywizji tundżańskiej na twierdzę, dowództwo bułgarskie ograniczyło się do jej zablokowania i odcięcia od głównych sił osmańskich. 6 listopada Bułgarzy opanowali wzgórze Papas Tepe w południowym sektorze obrony, które służyło odtąd jako punkt obserwacyjny dla artylerii. Ekstremalnie ciężkie warunki zapanowały w rejonie Adrianopola w lutym 1913, kiedy grubość pokrywy śnieżnej sięgała 2 metrów, a temperatura spadała poniżej -18 °C. W marcu strona bułgarska podjęła przygotowania do szturmu generalnego.
O losach bitwy zdecydowały dwa nocne ataki. 24 marca Bułgarom udało się skrycie podciągnąć lekką artylerię pod stanowiska tureckiej piechoty i opanować nagłym atakiem zewnętrzny pierścień fortyfikacji. Dwie kolejne linie obrony tureckiej nie odegrały znaczącej roli. Rankiem, 26 marca oddział bułgarskiej kawalerii wdarł się do miasta. Mehmed Şükrü Pasha o godzinie 13:00 podpisał akt kapitulacji.

## Konsekwencje bitwy
Utrata Adrianopola okazała się decydującą klęską armii osmańskiej na froncie bułgarskim i zdecydowała ostatecznie o zakończeniu I wojny bałkańskiej. Dowódca załogi osmańskiej, Mehmed Şükrü Pasha został z honorami przewieziony do Sofii, do niewoli poszło ponad 60 000 żołnierzy, w tym 15 generałów. Część żołnierzy osmańskich, wziętych do niewoli przez Bułgarów została wymordowana. Żołnierze bułgarscy zniszczyli i splądrowali część domów należących do muzułmanów i Żydów.